# Mosconi Cup 1997
Beim Mosconi Cup 1997 handelt es sich um die vierte Auflage eines seit 1994 jährlich stattfindenden 9-Ball-Poolbillardturniers, bei dem ein europäisches Team gegen ein US-amerikanisches Team spielt.
Das Turnier fand zwischen dem  18. und dem 21. Dezember in der York Hall, Bethnal Green, London, England  statt.
Sieger wurde die Mannschaft aus den USA mit 13–8.

## Mannschaften
| Mannschaft der USA |                                                      |             |
| Name               | Bundesstaat, in dem der/die Spieler/in geboren wurde | Bemerkungen |
| Earl Strickland    | North Carolina                                       |             |
| Kim Davenport      | Oklahoma                                             |             |
| Johnny Archer      | Georgia                                              |             |
| James Rempe        | Pennsylvania                                         |             |
| Nick Varner        | Kentucky                                             |             |
| Reed Pierce        | Mississippi                                          |             |

| Mannschaft Europas |             |             |
| Name               | Heimatland  | Bemerkungen |
| Steve Davis        | England     |             |
| Ralf Souquet       | Deutschland |             |
| Oliver Ortmann     | Deutschland |             |
| Mika Immonen       | Finnland    |             |
| Ronnie O’Sullivan  | England     |             |
| Tommy Donlon       | Irland      |             |

## Resultate

### Donnerstag, 18. Dezember

#### Durchgang 1
|                                       | Resultate           |                                    |
| ------------------------------------- | ------------------- | ---------------------------------- |
| Doppel Mika Immonen Tommy Donlon      | 2–1 (4–5, 3–1, 3–1) | Doppel Johnny Archer Kim Davenport |
| Doppel Ralf Souquet Ronnie O’Sullivan | 2–1 (1–3, 3–1, 3–1) | Doppel Nick Varner Reed Pierce     |
| Doppel Oliver Ortmann Steve Davis     | 1–2 (2–4, 3–0, 0–3) | Doppel Earl Strickland James Rempe |
| 2                                     | Bilanz              | 1                                  |
| 2                                     | Gesamt              | 1                                  |

### Freitag, 19. Dezember

#### Durchgang 2
|                                      | Resultate           |                                    |
| ------------------------------------ | ------------------- | ---------------------------------- |
| Doppel Mika Immonen Tommy Donlon     | 2–1 (3–0, 3–5, 5–4) | Doppel Johnny Archer Kim Davenport |
| Doppel Steve Davis Ronnie O’Sullivan | 1–2 (4–5, 3–1, 0–3) | Doppel Earl Strickland James Rempe |
| Doppel Oliver Ortmann Ralf Souquet   | 2–1 (3–1, 4–5, 3–1) | Doppel Nick Varner Reed Pierce     |
| 2                                    | Bilanz              | 1                                  |
| 4                                    | Gesamt              | 2                                  |

#### Durchgang 3
|                             | Resultate           |                            |
| --------------------------- | ------------------- | -------------------------- |
| Einzelspiele Mika Immonen   | 1–2 (4–2, 0–3, 3–5) | Einzelspiele Johnny Archer |
| Einzelspiele Oliver Ortmann | 2–1 (2–4, 3–0, 3–0) | Einzelspiele James Rempe   |
| 1                           | Bilanz              | 1                          |
| 5                           | Gesamt              | 3                          |

### Samstag, 20. Dezember

#### Durchgang 4
|                                      | Resultate           |                                    |
| ------------------------------------ | ------------------- | ---------------------------------- |
| Einzelspiele Ralf Souquet            | 1–2 (1–3, 3–0, 3–1) | Einzelspiele Earl Strickland       |
| Doppel Tommy Donlon Oliver Ortmann   | 1–2 (2–3, 3–1, 1–3) | Doppel Earl Strickland James Rempe |
| Doppel Steve Davis Ronnie O’Sullivan | 2–0 (3–1, 3–1)      | Doppel Johnny Archer Reed Pierce   |
| Doppel Ralf Souquet Mika Immonen     | 2–1 (3–2, 1–3, 3–1) | Doppel Kim Davenport Nick Varner   |
| 2                                    | Bilanz              | 2                                  |
| 7                                    | Gesamt              | 5                                  |

#### Durchgang 5
|                                | Resultate           |                            |
| ------------------------------ | ------------------- | -------------------------- |
| Einzelspiele Ronnie O’Sullivan | 0–2 (2–3, 2–3)      | Einzelspiele Nick Varner   |
| Einzelspiele Tommy Donlon      | 1–2 (3–2, 1–3, 2–4) | Einzelspiele Reed Pierce   |
| Einzelspiele Steve Davis       | 2–0 (3–1, 3–1)      | Einzelspiele Kim Davenport |
| Einzelspiele Mika Immonen      | 1–2 (3–0, 0–3, 1–3) | Einzelspiele Johnny Archer |
| 1                              | Bilanz              | 3                          |
| 8                              | Gesamt              | 8                          |

### Sonntag, 21. Dezember

#### Durchgang 6
|                                | Resultate      |                              |
| ------------------------------ | -------------- | ---------------------------- |
| Einzelspiele Oliver Ortmann    | 0–2 (0–3, 1–3) | Einzelspiele James Rempe     |
| Einzelspiele Ralf Souquet      | 0–2 (0–3, 1–3) | Einzelspiele Earl Strickland |
| Einzelspiele Ronnie O’Sullivan | 0–2 (2–3, 1–3) | Einzelspiele Nick Varner     |
| 0                              | Bilanz         | 3                            |
| 8                              | Gesamt         | 11                           |

#### Durchgang 7
|                           | Resultate           |                            |
| ------------------------- | ------------------- | -------------------------- |
| Einzelspiele Steve Davis  | 1–2 (3–0, 0–3, 3–5) | Einzelspiele Kim Davenport |
| Einzelspiele Tommy Donlon | 0–2 (0–3, 0–3)      | Einzelspiele Reed Pierce   |
| 0                         | Bilanz              | 2                          |
| 8                         | Gesamt              | 13                         |